# Avtandil Tskvitinidze
Avtandil Tskvitinidze (Georgisch: ავთანდილ ცქვიტინიძე) ( Ozoergeti, 24 juli 1973), ook wel bekend onder de roepnaam Avtandil, is een Georgische modeontwerper. Hij is oprichter en naamgever van zijn eigen modemerk Avtandil en was daarmee de eerste Georgiër die een modehuis begon.

## Biografie

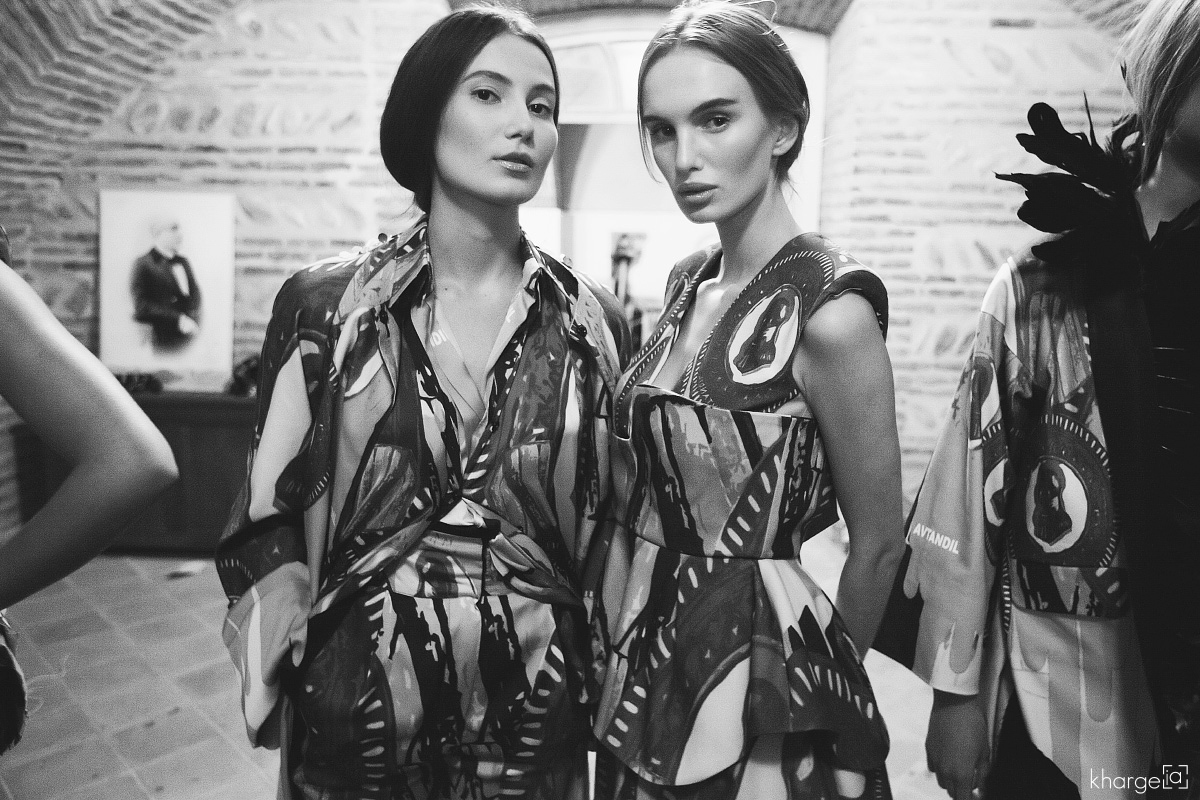
Mode van Avtandil (2015).

Avtandil Tskvitinidze groeide op in  Ozoergeti, de hoofdstad van de West-Georgische regio Goeria. Tussen 1990 en 1995 studeerde hij aan de Staatsacademie der Kunsten in Tbilisi. In het jaar van zijn afstuderen presenteerde Avtandil zijn eerste collectie bij het "AMA" Avantgarde-festival in Tbilisi, waar hij tevens prijswinnaar werd.
Van 1997 tot 2000 werkte Avtandil als ontwerper bij de "Imereti" kledingfabriek in Koetaisi, waarna hij in 2000 zijn eigen modehuis Avtandil oprichtte en daar hoofdontwerper en directeur werd. Avtandil won sinds 1995 verscheidene internationale en lokale modeweken en festivals. Met zijn label nam hij deel aan modeshows in onder meer Rusland, Oekraïne, Griekenland, Azerbeidzjan en Kazachstan, maar ook aan tentoonstellingen in New York en Parijs. Bekende mensen die ontwerpen van Avtandil hebben gedragen zijn onder andere Lady Gaga en Mary J. Blige.
In december 2018 beschuldigde Avtandil de Georgische modeontwerper Demna Gvasalia van plagiaat. Gvasalia zou het ontwerp van een gele jurk, die Michelle Obama in 2018 droeg, hebben gekopieerd van een ontwerp van Avtandil uit 2017.

### Stijl
Avtandil richt zich met zijn modehuis vooral op "goedverdienende millennials met een interesse in haute couture". De ontwerpen zitten in het hogere prijssegment en kenmerken zich door een dystopische, avant-gardistische en minimalistische stijl waarin de Georgische wortels tot uiting komen in de detaillering.

## Persoonlijk
Avtandil trouwde in 2004 met Chatoena Totladze, met wie hij een dochter heeft. Totladze,  oomzegger van de Georgische miljardair Badri Patarkatsisjvili, werd in november 2014 benoemd tot een van de vijf vice-ministers van buitenlandse zaken in de regering van Georgische Droom.